# Pallar II
Palar II est un quartier de la ville de Maroua, dans la Région de l'Extrême-Nord du Cameroun. Il est situé dans la commune d'arrondissement de Maroua I, subdivision de la communauté urbaine de Maroua.

## Population
Situé non loin de l'usine de la Sodecoton, le quartier Palar est majoritairement peuplé de salariés, fonctionnaires et de retraités.

## Institution
Palar II est situé dans la chefferie de troisième degré qui est non loin de l’église Baptiste et du foyer culturel Mofou. 

### Éducation
Palar II dispose d'une école publique située près du foyer culturel Mofou et du centre de santé intégré de Maroua. Il y a aussi dans ce quartier un CES.

### Santé
Au plan sanitaire, le quartier Palar II a un centre de santé intégré.  

## Lieu public
Le marché de Pallar est l'un des marchés à forte potentialité de la commune de Maroua premier. Le marché a lieu notamment les mardi, jeudi et samedi chaque semaine.